# Freystadt
Freystadt je město v německé spolkové zemi Bavorsko, v zemském okrese Neumarkt in der Oberpfalz ve vládním obvodu Horní Falc.
Žije zde přibližně 9 300 obyvatel.

## Poloha
Sousední obce jsou: Allersberg, Berching, Berngau, Greding, Hilpoltstein, Mühlhausen, Postbauer-Heng, Pyrbaum a Sengenthal.